# Anna Henriette von Pfalz-Simmern

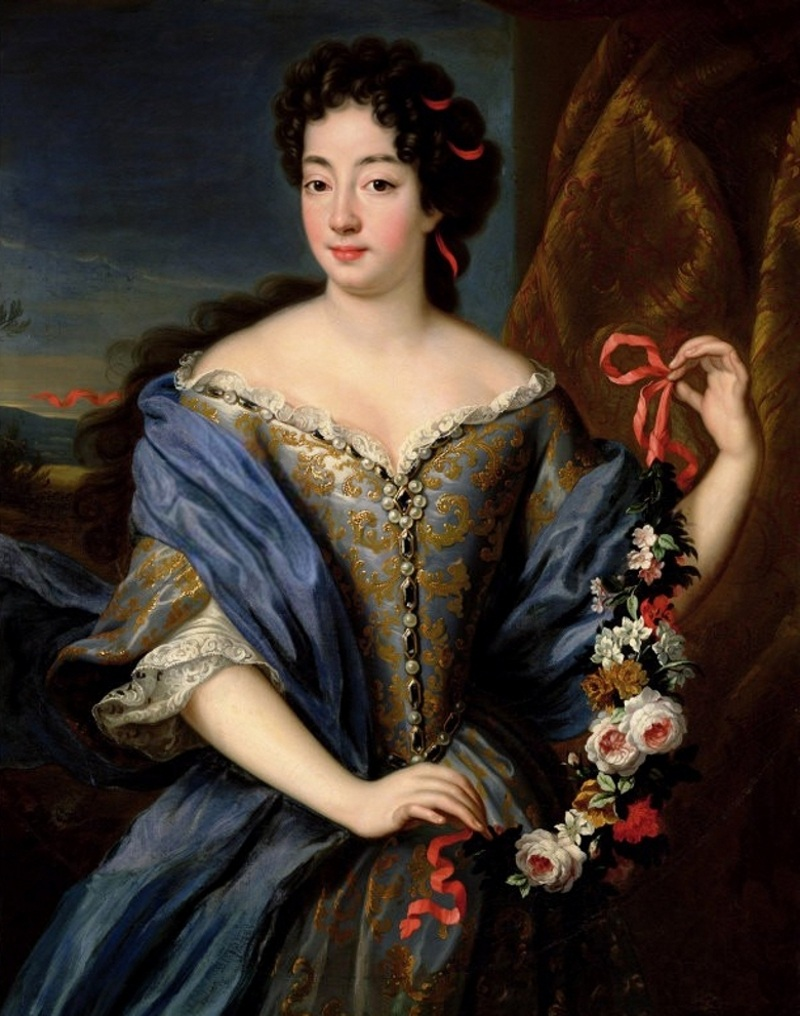
Anna Henriette von Pfalz-Simmern, Fürstin von Condé, Gemälde von Pierre Gobert, entstanden nach 1686

Anna Henriette Julie von Pfalz-Simmern (* 23. Juli 1648 in Paris; † 23. Februar 1723 in Paris) war eine Titular-Pfalzgräfin bei Rhein aus der Linie Pfalz-Simmern und durch Heirat Fürstin von Condé.

## Leben
Anna Henriette war eine Tochter des Prinzen Eduard von der Pfalz aus dessen Ehe mit Anna, Tochter Carlo I. Gonzaga, Herzog von Mantua, Montferrat, Nevers und Rethel. Ihr Vater war 1645 nach Paris gegangen und zum Katholizismus konvertiert, um heiraten zu können. So wuchs Anna Henriette, wie ihre Schwestern Luise Marie und Benedicta Henriette, in Paris katholisch auf. Nach dem Tod ihres Großvaters Carlo Gonzaga 1637 wurde Anna Henriette Erbin des Fürstentums Arches mit der Hauptstadt Charleville-Mézières.
Sie vermählte sich am 11. Dezember 1663 in Paris mit Henri Jules de Bourbon, prince de Condé, der bis zum Tod seines Vaters den Titel eines Herzog von Enghien führte, danach den des Fürsten von Condé. In Frankreich wurde sie auch Anne-Henriette de Bavière genannt. Ihre Tante mütterlicherseits, Luisa Maria Gonzaga, Königin von Polen, wünschte, Anna Henriettes Ehemann nach dem Tod des Königs Johann II. Kasimir zum König von Polen wählen zu lassen. Johann Kasimir hatte Anna Henriette an Kindes statt angenommen. Diesen Plan verfolgte Ludwig XIV. aber nicht, der den Herzog von Enghien auch von einer militärischen Karriere ausschloss.
Henri Jules war zeit seines Lebens psychisch auffällig und terrorisierte zunehmend seine Familie und Dienerschaft. Mit fortschreitendem Alter wuchs sich die Auffälligkeit aber zu ständiger Geisteskrankheit (Lykanthropie oder Zooanthropie) aus. Während sein Vater als Le Grand Condé (der große Condé) bekannt wurde, nannte man ihn Condé Le Fol (den verrückten Condé). Der Zeitgenosse Saint-Simon beschrieb Condés Verhalten ausführlich.

Palais Petit Luxembourg

Anna Henriette lebte im Palais Petit Luxembourg im 6. Arrondissement von Paris, wo sie der Rue Palatine den Namen gab; heute ist es Sitz des Senatspräsidenten. Sie starb 74-jährig und überlebte nicht nur ihren Ehemann, sondern auch acht ihrer zehn Kinder. Sie wurde im Kloster der Karmelitinnen vom Vorort Saint-Jacques in Paris bestattet.
Von ihrem Ehemann hatte sie das Herzogtum Guise geerbt. Sie hinterließ es zur Hälfte ihrem Enkel, Louis IV. Henri de Bourbon, prince de Condé, der 1727 von ihrer Schwester Benedicta Henriette von der Pfalz auch die andere Hälfte erwarb.

## Nachkommen
Aus ihrer Ehe hatte Anna Henriette folgende Kinder:
1. Marie Therese (1666–1732) ⚭ 1688 Louis François de Bourbon, Prince von Conti (1664–1709)
2. Henri (1667–1670), Herzog von Bourbon
3. Louis (1668–1710), Herzog von Bourbon, Prince von Condé ⚭ 1685 Louise Françoise de Bourbon, Mademoiselle de Nantes
4. Anne (1670–1675)
5. Henri (1672–1675), Graf von Clermont-en-Argonne
6. Louis Henri (1673–1677), Graf von La Marche und Clermont-en-Beauvaisis
7. Anne Louise (1675–1700)
8. Louise Bénédicte (1676–1753) ⚭ 1692 Louis-Auguste de Bourbon, Herzog von Maine (1670–1736)
9. Marie Anne (1678–1718) ⚭ 1710 Louis Joseph de Bourbon, Herzog von Vendôme(1654–1712)
10. Tochter (1679–1680)